# Julija Vakulenko
Julija Olegivna Vakulenko (ukrainsk: Юлія Оле́гівна Вакуленко; født 12. januar 1983 i Jalta, Sovjetunionen) er en tidligere kvindelig professionel tennisspiller fra Ukraine. Vakulenko var bosiddende i Spanien i hele sin aktive karriere og i 2008 ændrede hun statsborgerskab fra ukrainsk til spansk. Julia Vakulenko spillede ikke ret meget efter sit skifte af statsborgerskab og i 2009 sluttede hun karrieren. 
Hendes højeste rangering på WTA's verdensrangliste i single var som nummer 32, hvilket hun opnåede den 19. november 2007. I double er den bedste placering nummer 136, hvilket blev opnået den 9. februar 2004. 